# Мојсије Оптински
Мојсије Оптински (рођ. Тимофеј Иванович Путилов; 15 (28) јануара 1782, Борисоглебск, Јарославска губернија - 16 (29) јуна 1862) - схимоархимандрит Руске православне цркве, ректор и старешина Оптинске испоснице.

## Биографија
Рођен 15. јануара 1782. године у Борисоглебску, Јарославска губернија, у породици благочестивог трговца Ивана Григоријевича Путилова. Своју децу Иван Путилов одгајао је строго, учио их је да читају и пишу.
Када је Тимотеј имао осамнаест година, он је, заједно са својим четрнаестогодишњим братом Јоном, послат да служи у Москви код фармера Карпишева.
Са својим млађим братом Јоном посетио је низ манастира и знамените старешине. Постепено је јачала њихова жеља да се замонаше.
Своје почетке су положили у Саровској испосници, затекавши тамо великог старца, монаха Серафима Саровског.
Затим је брат остао у Сарову и касније постао саровски игуман. Тимотеј је ступио као искушеник у Свенски Успенски манастир Орловске епархије.
Тамо је Тимотеј провео десет година. Замонашио га је старац Атанасије, ученик Пајсија Величковског, са именом Мојсије, у част монаха Мојсија Мурина.
1812. године, због најезде Француза, пустињаци напуштају пустињу, отац Мојсеј одлази у Свенск и Беле обале, а затим се поново враћа у пустињу.
Године 1820, у својој тридесет осмој години, Мојсије је отпутовао у Оптинску испосницу и био представљен епископу Калушком Филарету. Након преписке и позива, монах Мојсије са братом монахом Антонијем и још двојицом монаха стигли су у Оптинску испосницу.
1822. године, у својој четрдесетој години, рукоположен је у јеромонаха и постављен за исповедника Оптине пустиње.
Три године касније, монах Мојсије је изабран за ректора Оптинске испоснице. Од тог времена почиње духовни раст и прослављање манастира. У годинама његовог управљања у Оптинској испосници се родило старешинство, позвао је старца Лава у манастир, такође је на свог следбеника, монаха Макарија, положио темеље духовне изградње братије. Под њим је монах старац Амвросије дошао у Оптинску испосницу као искушеник у будућности.
Сакупио је најбогатији садржај манастирске библиотеке.
Преминуо је 16. (28.) јуна 1862. године у 81. години живота.

## Канонизација
Године 1996. канонизован је за локално поштованог светитеља Оптинске испоснице.
У августу 2000. године прослављен је за опште црквено поштовање од стране Архијерејског Сабора Руске Православне Цркве у Саборном храму Оптинских стараца.